# Dél-Dakota kormányzóinak listája
Ez a lista az Amerikai Egyesült Államok Dél-Dakota államának kormányzóit sorolja föl. 1803-ban az Egyesült Államok megvásárolta a területet Bonaparte Napóleon Első Konzultól, és az új elnök, Thomas Jefferson, egy expedíciót szervezett az új területek feltérképezésére (Lewis és Clark expedíciója). 1817-ben egy prémkereskedő megalapította az első állandó amerikai települést, a Fort Pierre-t (Pierre erőd). 1855-ben az Egyesült Államok hadserege megvásárolta az erődöt, de a következő évben magára hagyták azt (ahogyan délebbre a Randall erődöt is). A következő években gyorsan nőtt az európai települések száma, majd 1858-ban a sziúk az 1858-as egyezmény aláírásával átengedték a területet az Egyesült Államoknak.
Napjaink két legnagyobb települését Sioux Falls-t és Yanktont telekspekulánsok alapították 1856-ban és 1859-ben. 1861-ben a kormány megalapította a Dakota területként ismert részt, ami a mai Észak- és Dél-Dakotát, valamint Montana és Wyoming állam egyes területeit fedte le. Miután a transzamerikai vasútvonal keleti szárnya elérte Yankton városát, megnőtt az európai telepesek beáramlása, ami tovább fokozódott amikor egy George A. Custer által vezetett katonai expedíció 1874-ben aranyat talált a Black Hills-ben. Ennek következményeként született meg a Fort Laramie-i egyezmény (1868), melyben a sziúk átadták a még birtokukban lévő területeket a telepeseknek. Miután a sziúk megtagadták a Black Hills-beli bányászat jogát, háború tört ki köztük és az Egyesült Államok hadserege között (ugyanis a hadsereg nem bírta meggátolni a bányászok beözönlését a területre). Végül a sziúk vereséget szenvedtek, és csak pár településük maradt meg Észak- és Dél-Dakotában.
A térség Észak- és Dél-Dakotára való kettészakadását az egyre növekvő népesség okozta (mint Montana és Washington állam esetében). Az ezt megerősítő tárgyalások 1889. február 22-én kezdődtek Grover Cleveland vezetése alatt, akitől később Benjamin Harrison vette át a feladatot, aki 1889. november 2-án beléptette a két államot az unióba. Ez alapján Dél-Dakota lett az Egyesült Államok 40. tagállama.
A kormányzói széket négy évre lehet elnyerni, s egy alkalommal lehet újraválasztani az adott kormányzót.
Jelenleg a 34. kormányzó, a Republikánus Párthoz tartozó Larry Rhoden tölti be a tisztséget 2025. január 25. óta. Alkormányzó nincsen.

## Párthovatartozás
| Párt | Párt         | Kormányzók |
| ---- | ------------ | ---------- |
|      | Republikánus | 17         |
|      | Demokrata    | 6          |
|      | Populista    | 1          |

## A Dakota terület kormányzói
Az itt felsorolt kormányzók mint a mai Dél-Dakota, mind a mai Észak-Dakota területén, mely ez időben az egységes Dakota terület néven létezett töltötték be a kormányzói hivatalt. 
| A Dakota terület kormányzóinak listája | A Dakota terület kormányzóinak listája | A Dakota terület kormányzóinak listája | A Dakota terület kormányzóinak listája | A Dakota terület kormányzóinak listája | A Dakota terület kormányzóinak listája                                                                               |
| #                                      | Kép                                    | Kormányzó                              | Hivatali idő                           | Párt                                   | Kinevezés és megjegyzések                                                                                            |
| -------------------------------------- | -------------------------------------- | -------------------------------------- | -------------------------------------- | -------------------------------------- | --- |
| –                                      |                                        | Wilmot Brookings                       | 1859. január – 1861. március 2.        |                                        | Tiszteletbeli kormányzó                                                                                              |
| 1                                      |                                        | William Jayne                          | 1861. május 27. – 1863. március 4.     |                                        | Kinevezte: Abraham Lincoln. Lemondott, mert megválasztották az Egyesült Államok Képviselőháza tagjává                |
| 2                                      |                                        | Newton Edmunds                         | 1863. október 3. – 1866. szeptember 3. |                                        | Kinevezte: Abraham Lincoln.                                                                                          |
| 3                                      |                                        | Andrew J. Faulk                        | 1866. szeptember 3. – 1869. május 10.  |                                        | Kinevezte: Andrew Johnson.                                                                                           |
| 4                                      |                                        | John A. Burbank                        | 1869. május 10. – 1873. április        |                                        | Kinevezte: Ulysses S. Grant.                                                                                         |
| -                                      |                                        | Edwin S. McCook                        | 1873. április – 1873. szeptember 11.   | FÜGG                                   | John A. Burbank helyett, amíg távol tartózkodott. 1873. szeptember 11-én meggyilkolták.                              |
| (4)                                    |                                        | John A. Burbank                        | 1873. október – 1874. január 1.        |                                        | Lemondott egy vasúti korrupciós botrány miatt.                                                                       |
| 5                                      |                                        | John L. Pennington                     | 1874. január 1. – 1878. április 12.    |                                        | Kinevezte: Ulysses S. Grant                                                                                          |
| 6                                      |                                        | William A. Howard                      | 1878. április 12. – 1880. április 10.  |                                        | Kinevezte: Rutherford B. Hayes. Elhunyt a hivatali ideje alatt.                                                      |
| 7                                      |                                        | Nehemiah G. Ordway                     | 1880. június 1. – 1884. június 25.     |                                        | Kinevezte: Rutherford B. Hayes. Lemondott korrupciós vádak miatt.                                                    |
| 8                                      |                                        | Gilbert A. Pierce                      | 1884. június 25. – 1887. február 5.    |                                        | Kinevezte: Chester A. Arthur. Bár 1886 augusztusában lemondott, de a lemondása csak 1887 februárjában lépett életbe. |
| 9                                      |                                        | Louis K. Church                        | 1887. február 21. – 1889. március 9.   |                                        | Kinevezte: Grover Cleveland.                                                                                         |
| 10                                     |                                        | Arthur C. Mellette                     | 1889. március 9. – 1889. november 2.   |                                        | Választásokon nyerte el hivatalát, majd Dél-Dakota első kormányzója lett.                                            |

## Kormányzók listája
| Dél-Dakota kormányzóinak listája | Dél-Dakota kormányzóinak listája | Dél-Dakota kormányzóinak listája | Dél-Dakota kormányzóinak listája | Dél-Dakota kormányzóinak listája | Dél-Dakota kormányzóinak listája | Dél-Dakota kormányzóinak listája                                                                            | Dél-Dakota kormányzóinak listája | Dél-Dakota kormányzóinak listája |
| #                                | Kép                              | Kormányzó                        | Kormányzói szolgálat kezdete     | Kormányzói szolgálat vége        | Párt                             | Egyéb választott (szövetségi) tisztségei                                                                    | Helyettes                        | Helyettes                        |
| -------------------------------- | -------------------------------- | -------------------------------- | -------------------------------- | -------------------------------- | -------------------------------- | --- | -------------------------------- | -------------------------------- |
| 1                                |                                  | Arthur C. Mellette (1842–1896)   | 1889. március 22.                | 1893. január 3.                  |                                  | | James H. Fletcher (1889-1891)    |                                  |
|                                  | George H. Hoffman (1891-1893)    | Arthur C. Mellette (1842–1896)   | 1889. március 22.                | 1893. január 3.                  |                                  | |                                  |                                  |
| 2                                |                                  | Charles H. Sheldon (1840–1898)   | 1893. január 3.                  | 1897. január 1.                  |                                  | | Charles N. Herreid               |                                  |
| 3                                |                                  | Andrew E. Lee (1847–1934)        | 1897. január 1.                  | 1901. január 8.                  |                                  | | Daniel T. Hindman (1897-1899)    |                                  |
| 3                                | John T. Kean (1899–1901)         | Andrew E. Lee (1847–1934)        | 1897. január 1.                  | 1901. január 8.                  |                                  | |                                  |                                  |
| 4                                |                                  | Charles N. Herreid (1857–1928)   | 1901. január 8.                  | 1905. január 3.                  |                                  | | George W. Snow                   |                                  |
| 5                                |                                  | Samuel H. Elrod (1856–1935)      | 1905. január 3.                  | 1907. január 8.                  |                                  | | John E. McDougall                |                                  |
| 6                                |                                  | Coe I. Crawford (1858–1944)      | 1907. január 8.                  | 1909. január 5.                  |                                  | Az Egyesült Államok szenátusának tagja (1909–1915)                                                          | Howard C. Shober (1907–1911)     |                                  |
| 7                                |                                  | Robert S. Vessey (1858–1929)     | 1909. január 5.                  | 1913. január 7.                  |                                  | | Howard C. Shober (1907–1911)     |                                  |
| 7                                | Frank M. Byrne (1911–1913)       | Robert S. Vessey (1858–1929)     | 1909. január 5.                  | 1913. január 7.                  |                                  | |                                  |                                  |
| 8                                |                                  | Frank M. Byrne (1858–1927)       | 1913. január 7.                  | 1917. január 2.                  |                                  | | Edward Lincoln Abel (1913–1915)  |                                  |
| 8                                | Peter Norbeck (1915–1917)        | Frank M. Byrne (1858–1927)       | 1913. január 7.                  | 1917. január 2.                  |                                  | |                                  |                                  |
| 9                                |                                  | Peter Norbeck (1870–1936)        | 1917. január 2.                  | 1921. január 4.                  |                                  | Az Egyesült Államok szenátusának tagja (1921–1936)                                                          | William H. McMaster              |                                  |
| 10                               |                                  | William H. McMaster (1877–1968)  | 1921. január 4.                  | 1925. január 6.                  |                                  | Az Egyesült Államok szenátusának tagja (1925–1931)                                                          | Carl Gunderson                   |                                  |
| 11                               |                                  | Carl Gunderson (1864–1933)       | 1925. január 6.                  | 1927. január 4.                  |                                  | | Alva Clark Forney                |                                  |
| 12                               |                                  | William J. Bulow (1869–1960)     | 1927. január 4.                  | 1931. január 6.                  |                                  | Az Egyesült Államok szenátusának tagja (1931–1943)                                                          | Hyatt E. Covey (1927–1929)       |                                  |
| 12                               | Clarence E. Coyne (1927)         | William J. Bulow (1869–1960)     | 1927. január 4.                  | 1931. január 6.                  |                                  | Az Egyesült Államok szenátusának tagja (1931–1943)                                                          |                                  |                                  |
| 12                               | John T. Grigsby                  | William J. Bulow (1869–1960)     | 1927. január 4.                  | 1931. január 6.                  |                                  | Az Egyesült Államok szenátusának tagja (1931–1943)                                                          |                                  |                                  |
| 13                               |                                  | Warren Green (1870–1945)         | 1931. január 6.                  | 1933. január 3.                  |                                  | | Odell K. Whitney                 |                                  |
| 14                               |                                  | Tom Berry (1879–1951)            | 1933. január 3.                  | 1937. január 5.                  |                                  | | Hans Ustrud (1933–1935)          |                                  |
| 14                               | Robert Peterson (1935–1937)      | Tom Berry (1879–1951)            | 1933. január 3.                  | 1937. január 5.                  |                                  | |                                  |                                  |
| 15                               |                                  | Leslie Jensen (1892–1964)        | 1937. január 5.                  | 1939. január 3.                  |                                  | | Donald McMurchie (1937–1941)     |                                  |
| 16                               |                                  | Harlan J. Bushfield (1882–1948)  | 1939. január 3.                  | 1943. január 5.                  |                                  | Az Egyesült Államok szenátusának tagja (1943–1948)                                                          | Donald McMurchie (1937–1941)     |                                  |
| 16                               | A. C. Miller (1941–1945)         | Harlan J. Bushfield (1882–1948)  | 1939. január 3.                  | 1943. január 5.                  |                                  | Az Egyesült Államok szenátusának tagja (1943–1948)                                                          |                                  |                                  |
| 17                               |                                  | Merrill Q. Sharpe (1883–1962)    | 1943. január 5.                  | 1947. január 7.                  |                                  | |                                  |                                  |
| 17                               | Sioux K. Grigsby (1945–1949)     | Merrill Q. Sharpe (1883–1962)    | 1943. január 5.                  | 1947. január 7.                  |                                  | |                                  |                                  |
| 18                               |                                  | George T. Mickelson (1903–1965)  | 1947. január 7.                  | 1951. január 2.                  |                                  | |                                  |                                  |
| 18                               | Rex A. Terry (1949–1955)         | George T. Mickelson (1903–1965)  | 1947. január 7.                  | 1951. január 2.                  |                                  | |                                  |                                  |
| 19                               |                                  | Sigurd Anderson (1904–1990)      | 1951. január 2.                  | 1955. január 4.                  |                                  | |                                  |                                  |
| 20                               |                                  | Joe Foss (1915–2003)             | 1955. január 4.                  | 1959. január 6.                  |                                  | | L. Roy Houck                     |                                  |
| 21                               |                                  | Ralph Herseth (1909–1969)        | 1959. január 6.                  | 1961. január 3.                  |                                  | | John F. Lindley                  |                                  |
| 22                               |                                  | Archie M. Gubbrud (1910–1987)    | 1961. január 3.                  | 1965. január 5.                  |                                  | | Joseph H. Bottum (1961–1962)     |                                  |
| 22                               | Nils Boe (1963–1965)             | Archie M. Gubbrud (1910–1987)    | 1961. január 3.                  | 1965. január 5.                  |                                  | |                                  |                                  |
| 23                               |                                  | Nils Boe (1913–1992)             | 1965. január 5.                  | 1969. január 7.                  |                                  | | Lem Overpeck                     |                                  |
| 24                               |                                  | Frank Farrar (1929–2021)         | 1969. január 7.                  | 1971. január 5.                  |                                  | | James Abdnor                     |                                  |
| 25                               |                                  | Dick Kneip (1933–1987)           | 1971. január 5.                  | 1978. július 24.                 |                                  | Az Egyesült Államok nagykövete Szingapúrban (1978–1980)                                                     | William Dougherty (1971–1975)    |                                  |
| 25                               | Harvey L. Wollman (1975–1978)    | Dick Kneip (1933–1987)           | 1971. január 5.                  | 1978. július 24.                 |                                  | Az Egyesült Államok nagykövete Szingapúrban (1978–1980)                                                     |                                  |                                  |
| 26                               |                                  | Harvey L. Wollman (1935–)        | 1978. július 24.                 | 1979. január 1.                  |                                  | | Nem volt betöltve                | Nem volt betöltve                |
| 27                               |                                  | Bill Janklow (1939–2012)         | 1979. január 1.                  | 1987. január 6.                  |                                  | Az Egyesült Államok képviselőházának tagja (2003–2004)                                                      | Lowell C. Hansen II              |                                  |
| 28                               |                                  | George S. Mickelson (1941–1993)  | 1987. január 6.                  | 1993. április 19.                |                                  | | Walter Dale Miller               |                                  |
| 29                               |                                  | Walter Dale Miller (1925–2015)   | 1993. április 19.                | 1995. január 7.                  |                                  | | Steve T. Kirby                   |                                  |
| 30                               |                                  | Bill Janklow (1939–2012)         | 1995. január 7.                  | 2003. január 7.                  |                                  | Az Egyesült Államok képviselőházának tagja (2003–2004)                                                      | Carole Hillard                   |                                  |
| 31                               |                                  | Mike Rounds (1954–)              | 2003. január 7.                  | 2011. január 8.                  |                                  | Az Egyesült Államok szenátusának tagja (2015–)                                                              | Dennis Daugaard                  |                                  |
| 32                               |                                  | Dennis Daugaard (1953–)          | 2011. január 8.                  | 2019. január 5.                  |                                  | Dél-Dakota alkormányzója (2003–2011)                                                                        | Matt Michels                     |                                  |
| 33                               |                                  | Kristi Noem (1971–)              | 2019. január 5.                  | 2025. január 25.                 |                                  | Az Egyesült Államok képviselőházának tagja (2011–2019) Az Egyesült Államok belbiztonsági minisztere (2025–) | Larry Rhoden                     |                                  |
| 34                               |                                  | Larry Rhoden (1959–)             | 2025. január 25.                 | hivatalban                       |                                  | Dél-Dakota alkormányzója (2019–2025)                                                                        | Nincs                            | Nincs                            |